# Weave Me the Sunshine
«Weave Me the Sunshine» es una canción compuesta e interpretada originalmente por Peter Yarrow. La versión más conocida de la canción es una grabación por el cantante de pop estadounidense Perry Como. Se publicó en abril de 1974 junto con «I Don't Know What He Told You» como el sencillo principal de su álbum de estudio Perry.

## Recepción de la crítica
Un escritor no especificado de la revista Cash Box declaró: “Excelente versión de la canción que grabó Yarrow que presenta una letra soleada perfecta para estos meses de verano. Los oyentes deberían sentir lo mismo. Podría ser un éxito para Perry”.

## Lista de canciones
- 7-inch single – RCA APB0-0274[3]

1. «Weave Me the Sunshine» – 2:42
2. «I Don't Know What He Told You» – 2:42

## Posicionamiento
| Gráfica (1974)                            | Pico de posición |
| ----------------------------------------- | ---------------- |
| Estados Unidos (Billboard Easy Listening) | 5                |

## Otras versiones
Noel Paul Stookey (de Peter, Paul and Mary) interpretó «Weave Me the Sunshine» en vivo en Carnegie Hall, en Manhattan, Nueva York, y la publicó en su álbum en vivo de 1973, One Night Stand. Peter, Paul and Mary versionaría más tarde la canción en su álbum de 1986, No Easy Walk to Freedom.